# Coalgate (Oklahoma)
Coalgate ist eine Stadt mit dem Status  City und gleichzeitig Verwaltungssitz (County Seat) des Coal County im US-amerikanischen Bundesstaat Oklahoma. Das U.S. Census Bureau hat bei der Volkszählung 2020 eine Einwohnerzahl von 1.667 ermittelt.

## Geographie
Coalgate liegt rund 160 Kilometer südöstlich von Oklahoma City und 65 Kilometer nördlich von Durant. Die Verbindungsstraße U. S. Highway 75 verläuft mitten durch die Stadt. Im Westen schließt sich eine offene Prärielandschaft an.

## Geschichte
Die Stadt wurde 1889 auf dem Gebiet der Choctaw gegründet und zunächst zu Ehren von William Liddle, der in der Region eine ertragreiche Kohlemine entdeckte "Liddle" genannt. Drei Eisenbahnlinien tangierten die Stadt und transportierten Kohle in andere Landesteile. Das Motto dabei lautete: "A GATE to wealth from the COAL Industry" (Eine Tür zum Wohlstand durch die Kohleindustrie). Aus zwei Worten dieses Mottos wurde die Stadt im Jahr 1890 in den heutigen Namen Coalgate umbenannt. Anfang des 20. Jahrhunderts lebten bis zu 3500 Personen in der Stadt. Heute spielt die Kohleindustrie keine Rolle mehr und in Coalgate sind kleine und mittlere Fabriken angesiedelt und es gibt landwirtschaftliche Betriebe.

## Demografie
Im Jahr 2012 wurde eine Einwohnerzahl von 1976 Personen ermittelt, was eine Abschwächung um 1,4 % gegenüber dem Jahr 2000 bedeutet. Das Durchschnittsalter der Bewohner lag im Jahr 2012 mit 38,7 Jahren unter dem Durchschnittswert von Oklahoma, der 40,6 Jahre betrug. Etwa 16,6 % der Einwohner sind indianischer Abstammung.
Von den Einwanderungsgruppen während der Anfänge der Stadt kamen 8,8 % aus England, 7,9 % aus Irland und 4,9 % aus Deutschland.